# Fraction (musicien)
Pour les articles homonymes, voir Fraction.
Eric Raynaud, dit Fraction, né en 1975 à Auray (France), est un musicien, artiste et producteur de musique électronique français.

## Biographie
D'abord guitariste et influencé par le rock indépendant, il commence sa carrière au milieu des années 1990 avec le groupe mary lake. En 2005 alors qu'il réside à Boston, il crée Fraction, projet qu'il destine à l'exploration de la production électronique au sens large. Il travaille tour à tour sur des installations sonores, se produit en concert aux États-Unis et en Europe en solo où au sein du collectif artistique The Order Of the Artists fondé par Ed Broms et collabore avec Nandlal Naya (compositeur de la bande originale d'Amu (en)) à la création de Nagbansi dont le premier album sort en 2008. Il rencontre T.Raumschmiere en 2005 qui l'invite à sortir Waiting for Josh sur son label Shitkatapult puis déménage en France en 2006. Il apparaît sur plusieurs compilation en 2006 (Tsuku boshi, Electronik), puis sort sur le label Plastiqpassion l'album Animals en 2007. Dans la foulée, l'émission Subculture de France Culture du 23 juillet 2007 lui est consacrée. En 2008 il sort Mess up toujours sur Plastiqpassion puis est signé sur le label InFiné. Il collabore avec Alexandre Cazac au sein du duo Composer.

## Discographie
2005
- F.raction (autoproduction)
- Women in the mirror are closer than they appear, installation (La Citrate)
- The name of the disease, bande originale (Fraction & Nayak)

2006
- Waiting for josh, Strike 75 Shitkatapult Empfiehlt (Shitkatapult)
- Pain grillé, v/a Xmas special (Tsuku Boshi records)

2007
- Animals, album, ppweb 15 (Plastiqpassion)

2008
- Mess up, album, ppweb 18 (Plastiqpassion)
- The Indian friend, album Nagbansi (ACM Records)
- Superposition, 12" IF2011 (InFiné)
- The baby sessions, album, crea°1 (Les Créatures)

2009
- 168's Collection, compilation, crea°2 (Les Créatures)